# 2 Pułk Piechoty Gwardii (Cesarstwo Niemieckie)
2 pułk piechoty Gwardii (niem. 2. Garde-Regiment zu Fuß)  – pułk piechoty niemieckiej okresu Cesarstwa Niemieckiego.
Pułk został sformowany 19 czerwca 1813. Stacjonował w Berlinie . Wchodził w skład Korpusu Gwardii .

## Bibliografia

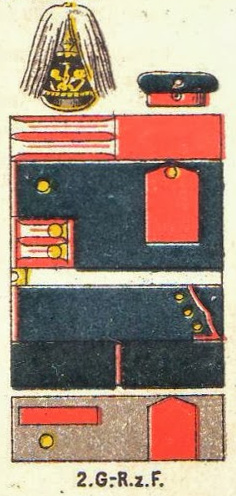
Oznaki pułku